# Жіноча освіта на початку ХХ століття на території Криму
На початку ХХ століття Крим перебував у вирі значних соціальних, політичних та культурних змін. Цей період став часом важливих перетворень, зокрема й у сфері освіти, де особлива увага почала приділятися жіночій освіті. У цей час суспільство почало визнавати важливість освіти для жінок, що стало відображенням ширших тенденцій до емансипації та рівноправності. Роль освіти для жінок на території Криму в цей період є важливою темою, яка заслуговує на глибоке дослідження, адже вона дозволяє зрозуміти не лише освітні процеси того часу, але й загальні соціальні зміни, що вплинули на формування сучасного суспільства. Цей текст спрямований на дослідження становища та розвитку жіночої освіти в Криму на початку ХХ століття, аналізуючи ключові події, особистості та інституції, що сприяли прогресу в цій галузі.

## Короткий огляд попередніх періодів
Якщо говорити про освіту на території Криму, то в кожному історичному періоді вона відігравала важливу роль. Кримські татари не робили обмежень для дівчат, наприклад, коли утворилось Кримське ханство, то дівчатам було дозволено отримувати домашню освіту, під час якої дітей навчали читати та писати. Така освіта була доступна не тільки заможним верствам населення, а й простим селянам, так як з 5 років вводилась обов’язкова освіта в мекепах (початкова школа при мечеті). Після першої окупації російською імперією жіноча освіта зробила відкат у розвитку, так як таке задоволення тепер могли дозволити собі тільки заможні родини, яких була меншість, та й в загальному починається ізоляція жінок.     

## XIX століття

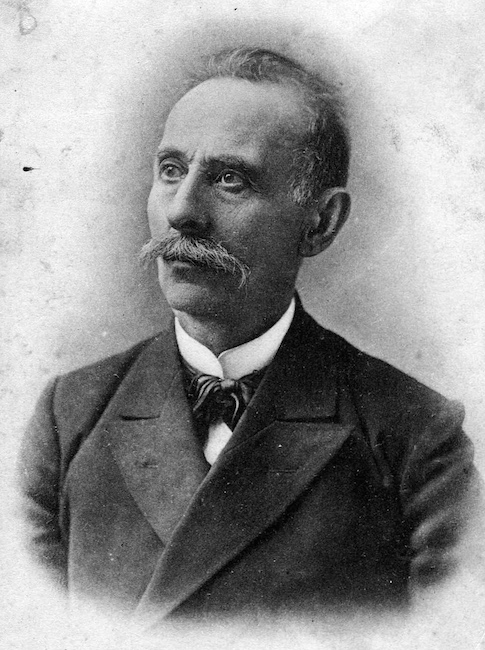
Ісмаїл Ґаспринський

Перші значні зміни починаються після публікації газети «Терджиман» («Перекладач»), у цих регулярних виданнях Ісмаїл Гаспринський популяризує ідею важливості рівності прав у чоловіків та жінок. Наріжним каменем цієї ідеї рівності стає право на жіночу освіту, тому що основа гендерної рівності — це однакова можливість здобувати знання. Головний редактор акцентує на тому, що у святому ісламському письмі наголошується про те, що навчання необхідне для обох статей мусульманського суспільства. 
Як наслідок, вже в 1894 році в Бахчисараї відкривається перша жіноча школа, яка мала нову систему освіти. Нова система освіти для дівчат полягала у вивченні дисциплін світсько-релігійного характеру, втім, як і в  школі для хлопчиків. 
«Жіночі школи нового типу мали професійний характер. Учениці додатково вивчали предмети естетичного циклу, наприклад, таких як шиття, вишивка, домашнє господарство, тощо. Термін навчання в цій школі був чотири роки.»
Першою вчителькою в школі стала молодша сестра Гаспринського -  Селіме Пембе-ханим Болатукова, що свідчить про те,  що вся родина лідера кримського руху була високоосвіченою.
Ця перша школа задала тенденцію до створення нових жіночих навчальних закладів.

## ХХ століття
Тому вже на початку ХХ століття, а саме з 1906 року на території Бахчисараю працювало 13 жіночих шкіл. Того ж року освітні жіночі заклади почали відкриватись і в інших містах півострова. Наприклад, в Алупці відкрилась професійна жіноча школа. Окрім школи суто для дівчат в Алупці почала працювати школа змішаного типу, де, як і в сучасних закладах, хлопчики і дівчатка отримували знання на рівних, тільки для мусульманських країн того часу це вважалось новою прогресивною методикою. Варто зазначити, що особливістю цих шкіл було те, що попри невелику кількість предметів всі вони викладались рідною мовою (кримськотатарською) та мали свої навчальні плани. 
Завдяки активній освітній діяльності Ісмаїла Гаспринського та його ідейних послідовників та наступників на території Криму почала популяризуватися освіта не тільки для жінок, а й загальна. 

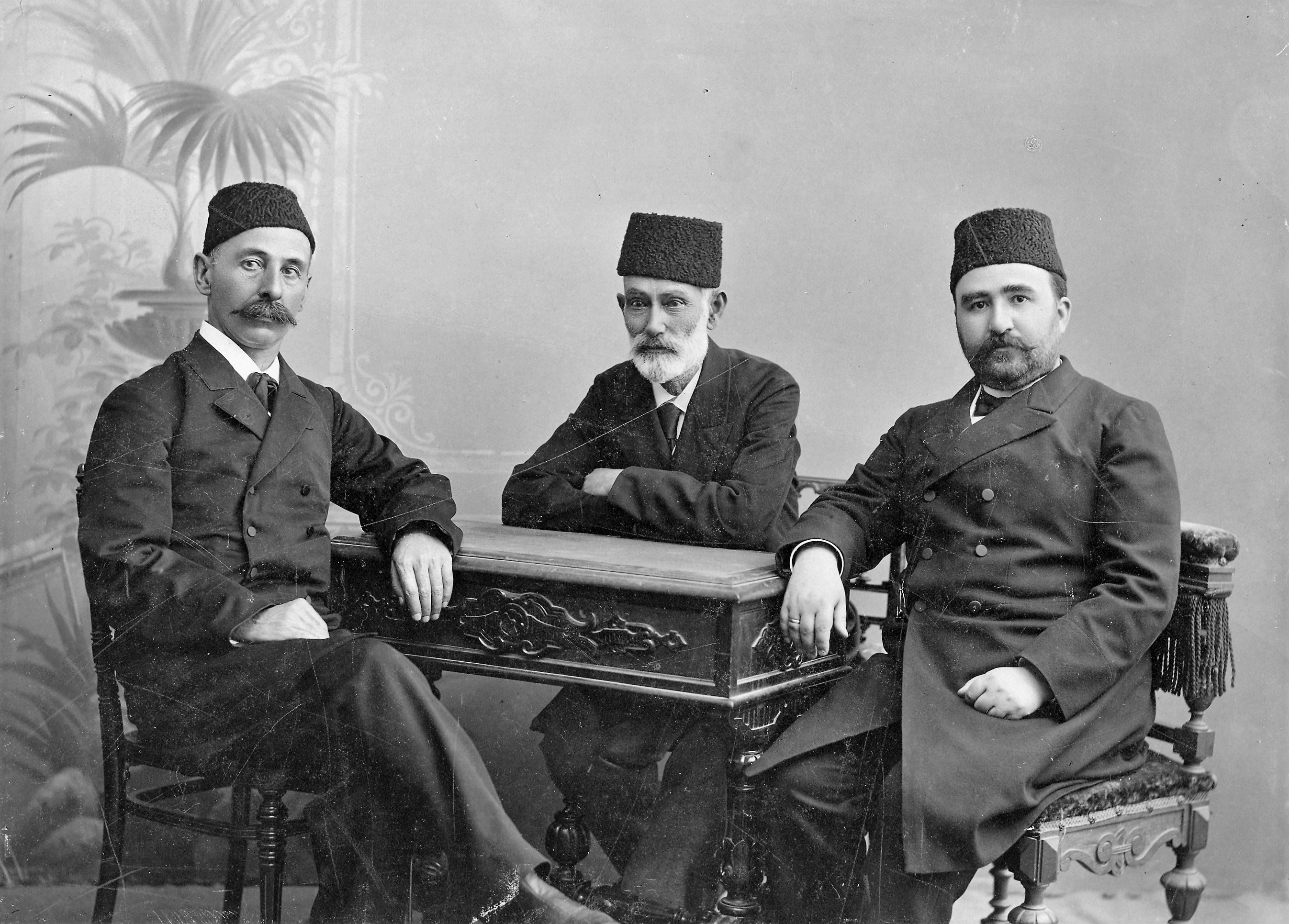
Ісмаїл Ґаспринський, Гасан-бек Зардабі та Алімардан-бек Топчибашев. Баку, 1894 рік

Збільшилась кількість традиційних та вечірніх шкіл для дорослих, що стимулювало розвиток та збільшення кримськотатарської інтелігенції до революції в 1917 році. Тож за статистикою з 1881 року до 1893 року кількість навчальних закладів в Криму зросла в три рази, а кількість охочих вчитись – в чотири. За підрахунками: Якщо 1881 року в Таврійській губернії було 190 кримськотатарських традиційних шкіл, де навчалося 3 722 учні, то 1892 року нараховувалося вже понад 500 шкіл — і традиційних, і «нових», що їх відвідували 13 600 учнів і учениць.
На початку нового століття в Таврійській губернії російської імперії, більшу частину якої займав кримський півострів, існувало 535 чинних кримськотатарських освітніх установ. До цього числа входили 505 початкових та середніх шкіл, які називались мектебе та медресе відповідно. Зазвичай ці школи утворювались при мечетях. Були також міські та сільські школи Міністерства народної освіти, у загальній кількості їх налічувалось – 21. Найменше було вечірніх та недільних шкіл для дорослих, у сумі їх було п’ять. Окремо виділялись школи грамоти, але вони теж були не чисельні, всього чотири на всю губернію. Такі швидкі темпи розвитку кримськотатарської освіти та суспільства, при умові того, що більшість татар були мешканцями сільської місцевості, почали турбувати владу, тому, починаючи з 1910 року, школи нового зразка починають примусово зачиняти та наполягати на «традиційній освіті».

## Після революційний період
Після завершення Кримськотатарської революції 1917–1918 років стан освіти загалом був на мізерному рівні. Ті досягнення, які були очевидними на при кінці ХIX та самому початку XX століть, швидко нівелювалися. Основною причиною був програш кримськотатарської республіки. Після окупації більшовицький режим анулював всі напрацювання та досягнення кримськотатарського національного руху, отримані менш ніж за рік . Освітою в Криму, зокрема і жіночою, ніхто не займався аж до політики коренізації в 1920 роках. Варто звернути увагу на те, що постановою народного комісаріату освіти РСФРР від 31 травня 1918 року навчання в усіх типах навчальних закладів стає спільним, тобто з приходом більшовицької влади на територію Криму цей закон починає діяти і там. 
Коли більшовики почали впроваджувати татаризацію (як різновид коренізації), вони застали такий стан речей: 
«Шкіл мало, й вони не облаштовані. З навчальних посібників рідною мовою є тільки буквар. Мало обізнаних вчителів…»
  Тож татарське бюро почало розбудовувати всю народну освіту цілком, в неї входили: робота відділів освіти, створення мережі початкових та середніх шкіл та взагалі існування татарської секції освіти в народному комісаріаті. Вже з 1922 року було відкрито 343 початкових школи та 12 середніх. Ці школи розташовувалась по всій території Криму та проводили навчання рідною для дітей мовою – кримськотатарською. Розвивалась також мережа різноманітних технікумів. 
Освіта періоду коренізації набуває світського характеру, якщо раніше кримські школи орієнтувались на духовна та релігійне, то тепер школа стає суто ідейним конструктом влади. Зазвичай в школах засновували осередки піонерських та комсомольських організацій, які мали на меті формувати нове партійне покоління прихильників режиму. Проте ідейна боротьба продовжувалась, і після завершення політики коренізації стало очевидним, що вона несла кількісний, а не якісний характер для населення. З позитивних наслідків освіта стала обов’язковою як для хлопчиків так і для дівчат. Мережа шкільних та освітніх закладів збільшилась та загальний рівень освіченості виріс в рази. Проте відкривались в більшості лише початкові школи, що створювало дефіцит середніх і таким чином продовжити навчання та вступити у вуз, щоб отримати професію, міг абсолютно не кожен.   

## Висновки
Отже, жіноча освіта на території Криму розвивалась нерівномірно. У різні періоди історії вона була то  обов’язковою, то забороненою зовсім. Активний розвиток гендерної рівності в суспільстві та в освіті почався ще наприкінці ХIX століття. Тоді ж і відкрилась перша жіноча школа в Бахчисараї. Такі тенденції розвитку тривали до першої російської революції. Після неї розквіт освіти пішов на спад, а після завершення Кримськотатарської революції 1917–1918 років навчання взагалі занепало. Новий режим коренізації у більшовиків покращив розвиток освіти. Жіночий розвиток стає на рівні з чоловічим і рівень освіченості зростає за рахунок розбудови шкіл перших та менше других ступенів. На мою думку, якби більшовики не захопили владу у 1918 році, а кримськотатарська конституція вступила в дію, то на сьогоднішній день ми б жили поряд з дуже розвиненою державою, в якій жінки почували б себе повністю рівними та захищеними. На сьогоднішній день далеко не всі держави можуть похизуватись такою політикою до жінок. А кримські татари взагалі перші в ісламському світі мають таку повагу до жінки.